# Miracanthops essjja
Miracanthops essjja är en bönsyrseart som beskrevs av Malia Ana J. Rivera 2005. Miracanthops essjja ingår i släktet Miracanthops och familjen Acanthopidae. Inga underarter finns listade i Catalogue of Life.